# Société internationale de jeux dynamiques
La Société internationale de jeux dynamiques (ISDG) est une société savante sans but lucratif, dédiée au développement et aux applications de la théorie des jeux dynamiques.

## Histoire
La Société a été fondée le 9 août 1990 à Helsinki, en Finlande, lors du 4e Symposium international sur les jeux dynamiques et leurs applications tenu à l'Université de technologie d'Helsinki. L’ISDG est régie par un Conseil exécutif, qui a été présidé au cours des dernières années par :
- Tamer Basar 1990-1994
- Alain Haurie 1994-1998
- Pierre Bernhard 1998-2002
- Georges Zaccour 2002-2006
- Geert Jan Olsder 2006-2008
- Leon Petrosjan 2008-2012
- Michèle Breton 2012-2016
- Vladimir Mazalov 2016-2022
- Florian Wagener 2022-

## Objectifs
Les objectifs de la société sont :
- promouvoir et favoriser le développement et l’application de la théorie des jeux dynamiques,
- diffuser l'information scientifique à travers plusieurs activités de support adaptées. L’ISDG atteint cet objectif en organisant ou co-organisant des colloques, conférences et ateliers et en publiant des revues scientifiques renommées, dont: Annals of Dynamic Games, International Game Theory Review et Dynamic Games and Applications.
- établir des liens avec la communauté scientifique internationale et en particulier avec d'autres sociétés qui se consacrent à la théorie des jeux, l'optimisation, l'analyse de décision et les systèmes dynamiques.

## Publications
- Annals of the International Society of Dynamic Games (Editeur Tamer Başar; ouvrages collectifs publiés par Birkhäuser)
- Dynamic Games and Applications (Rédacteur en chef: Georges Zaccour; Revue publiée par Birkhäuser)
- International Game Theory Review (Rédacteurs en chef: David W. K. Yeung, Hans Peters et Leon A. Petrosyan; Revue publiée par World Scientific Publishing Co. Pte. Ltd.)

## Prix Isaacs
Le Conseil exécutif de la Société a décidé en 2003 de créer un prix pour reconnaître la «contribution exceptionnelle à la théorie et aux applications des jeux dynamiques». Deux chercheurs sont ainsi reconnus à chacun des symposiums de l’ISDG, depuis 2004. Le prix a été nommé d'après Rufus Isaacs, le père fondateur reconnu des jeux différentiels. Les récipiendaires de ce prix sont:
- 2004: Yo-Chi Ho & George Leitmann
- 2006: Nikolay Krasovskii & Wendell Fleming
- 2008: Pierre Bernhard & Alain Haurie
- 2010: Tamer Basar & Geert Jan Olsder
- 2012: Steffen Jørgensen  & Karl Sigmund
- 2014: Eitan Altman & Leon Petrosyan
- 2016: Martino Bardi & Ross Cressman
- 2018: Andrzej Nowak & Georges Zaccour
- 2022: Pierre Cardaliaguet & Mabel Tidball
- 2024: Joel Brown & Roland Malhamé